# Because I Want You
Pour les articles homonymes, voir Because (homonymie).
Singles de Placebo
Song to Say Goodbye Infra-Red
Because I Want You est une chanson du groupe de rock Placebo. C'est la septième piste de l'album Meds ; elle fut réalisée en single.
Ce titre offre une nouvelle fois l'occasion à Placebo d'aborder les scènes de ménage : on se dispute, on se manque, on s'aime à nouveau et tout recommence. Sur un son rock à la The Bitter End ce titre enregistré sur l'instant voit son clip vidéo enregistré live devant un parterre de fans invités pour l'occasion à Camden le 24 janvier 2006.

## Liste des titres du single
1. Because I Want You
2. 36 Degrees (live)
3. Because I Want You (remix)